# La preda della belva
La preda della belva (Outrage) è un film del 1950, diretto da Ida Lupino.
Nel 2020 è stato scelto per la conservazione nel National Film Registry della Biblioteca del Congresso degli Stati Uniti

## Trama
La giovane Ann Walton, segretaria, e Jim Owens intendono sposarsi. Ma una notte Ann, mentre rientra dagli straordinari in ufficio, viene violentata per strada da un uomo del quale ella ricorderà, in seguito, quando la polizia glielo avrà chiesto, solo la sua cicatrice sul collo. Da allora Ann rimane traumatizzata, ed essendo venutole in odio ogni ulteriore rapporto con gli uomini, rifiuta Jim, e si allontana da casa senza neppure avvertire i genitori.
Durante il suo tragitto in bus verso Los Angeles, Ann, durante una sosta, avendo sentito alla radio di essere cercata in quanto allontanatasi senza lasciare traccia, sentendosi in qualche modo braccata si incammina da sola lungo la strada, al ciglio della quale viene trovata esanime, esausta ed in preda ad una storta, da Bruce Ferguson. Bruce la porta per i primi soccorsi dai suoi amici Tom e Madge Harrison, in una località di provincia della California. Con discrezione, nessuno fa troppe domande ad Ann, che poco tempo dopo finisce coll'accettare un lavoro come impiegata presso l'azienda agricola degli Harrison, ben felici del suo valido aiuto professionale.
Bruce, che è predicatore e gestore di una chiesa locale, approfondisce la conoscenza di Ann, e le racconta di come, in passato, a conseguenza della guerra, avesse perso la fede per poi ritrovarla. Ann stessa si sente vieppiù in confidenza con Bruce.
Durante una festa campestre il giovane Frank Marini, attratto da Ann, le si avvicina, peraltro in modo corretto, con l'intento di baciarla. Ma Ann rivive in quell'istante, in maniera allucinatoria, il momento in cui era stata assalita tempo prima, al punto che le pare di rivedere sul collo di Frank la stessa cicatrice presente sul criminale che l'aveva violentata: non trova altro da fare, nella sua nevrosi, che impugnare una chiave inglese e colpire Frank sulla testa.
Ann si trova ora in una pessima situazione: Frank si trova in ospedale con una ferita piuttosto seria, e Ann deve rispondere davanti alla legge di un reato non indifferente. Ma nello stesso tempo Bruce viene a conoscenza degli avvenimenti passati nella vita di Ann: egli si prodiga affinché le accuse verso la giovane vengano ritirate, in considerazione delle circostanze che hanno portato Ann a reagire in modo violento, imputabili – secondo lui – non tanto alla ragazza quanto all'andamento complessivo della società, che non ha trattato in modo competente persone come il violentatore di Ann (che nel frattempo è stato arrestato).
Ann, dopo un aiuto psicologico, è pur sempre timorosa di reinserirsi nel suo ambiente di provenienza, ma è sempre Bruce, nonostante abbia nel frattempo sviluppato del sentimento nei suoi confronti, che la convince ad accettare l'amore di Jim, che l'ha aspettata per lungo tempo, in quanto la cosa pare essere più giusta. 